# Lijst van beroemde parels
De grootste en fraaiste parels kregen in de loop van de geschiedenis een naam, net als de grootste en meest waardevolle diamanten. Vaak, maar niet altijd, gaat het om de naam van de eigenaar.
De zeldzame grote parels worden vaak door anonieme eigenaren op veilingen aangeboden en zij worden daar even vaak door anonieme kopers gekocht. Soms is een beroemde parel jarenlang "zoek" om dan weer op een veiling op te duiken.
De naam kan veranderen. Zo werd de beroemde grote parel van Napoleon I, "La Perle Napoléon om onduidelijke redenen als La Régente op een veiling aangeboden. Gestolen parels kregen van hun nieuwe bezitter vaak een andere naam. 

## Lijst van beroemde parels
1. Een naamloze witte porseleinachtige zoutwaterparel, zonder parelmoer. Deze barokparel  werd gevonden in een Tridacna gigas of doopvontschelp en weegt 6,000 gram oftewel 30,000 karaat wat overeenkomt met 120,000 grein.
2. De Palawan Princess is een witte porseleinachtige zoutwaterparel zonder parelmoer.Deze barokparel  heeft de vorm van menselijke hersenen en werd gevonden in een Tridacna gigas  of doopvontschelp. De  parel weegt 2.27 kg oftewel 2,270g oftewel 11,350 karaat war overeenkomt met 45,400 grein.
3. De Pearl of Asia is een grote witte, zoutwaterparel met de glans van parelmoer. Deze eivormige barokparel werd in een oester, een Pinctada radiata, gevonden en weegt 600 karaat oftewel  2400 grein.
4. De Arco-Valley parel is een grote witte, zoutwaterparel met de glans van parelmoer. Deze eivormige barokparel werd in een oester, een Pinctada maxima, gevonden en weegt 575 karaat oftewel 2,300 grein.
5. De Big Pink is een grote roze, zoutwaterparel. Deze eivormige barokparel werd in een slak, een Abalone  Haliotis corrugata, gevonden en weegt 470 karaat oftewel 1,880 grein.
6. De Hopeparel is een grote witte zoutwaterparel met de glans van parelmoer. Deze barokparel werd in een oester, een Pinctada radiata, gevonden.
7. De Bao Dai/Sunrise Parel is een intens oranjegele  zoutwaterparel zonder de glans van parelmoer. Deze Abalone parel werd in een zeeslak van de soort Melo melo gevonden en is perfect rond. De parel weegt 397.52 karaat. Oftewel 1,590 grein.
8. De Christopher Walling Abaloneparel is een bijzonder kleurrijke zoutwaterparel met de glans van parelmoer. Deze parel  werd in een abalone zeeslak van de soort Haliotis corrugata  gevonden en is perfect  rond. De hoornvormige parel weegt 187.50 karaat oftewel  750 grein .De kleuren zijn groen, blauw, oranje, roze en zilver.
9. De Imperial Hong Kongparel is een grote witte zoutwaterparel met de glans van parelmoer. Deze onregelmatig gevormde druppelvormige barokparel  werd in een oester, een Pinctada maxima gevonden en weegt 127.5 karaat oftewel 510 grein.
10. De Gogibus is een grote witte zoutwaterparel met de glans van parelmoer. Deze peervormige barokparel werd in een Atlantische oester, een Pinctada imbricata gevonden en weegt 126 karaat oftewel  504 grein.
11. De Shah Sofiparel was een door Jean-Baptiste Tavernier aan het Perzische hof geziene witte zoutwaterparel met de glans van parelmoer. Deze peervormige barokparel werd in een Atlantische oester, een Pinctada radiata gevonden en woog 125 karaat oftewel 500 grein.

Abernathyparel ·
Parel van Bao Dai · 
La Pelegrina · 
Gogibus ·
Shah Sofi ·
La Peregrina ·
Sara/Tavernier/Shaista Khan · 
Parel van Allah ·
Parel van Karel I ·
Parel van Karel II ·
Jomonparel · 
Greshamparel ·
La Reine des Perles ·
Abernathyparel · 
La Huerfana · 
De Hopeparel · 
Imperial Hong Kong Pearl ·
La Régente ·
Parel van Koeweit ·
Manciniparels · 
Drexelparel ·
De Parel van Azië · 
Arco-Valleyparel · 
Christopher Walling Abaloneparel · 
Survivalparel · 
Oviedoparel ·
Queen/Patersonparel